# Домаћи коњ
Домаћи коњ (лат. Equus ferus caballus) је велики краткодлаки копитар дуге гриве и репа, припитомљен од давнина и користи се за јахање или пренос терета. Домаћи коњ је једна од две постојеће подврсте Equus ferus. То је копитарска животиња која припада таксономској породици Equidae. Коњ је еволуирао током задњих 45 до 55 милиона године од малог створења са више прстију, Eohippus, у велику животињу са копитама. Људи су почели доместикацију коња око 4000 п. н. е, и сматра се да је доместикација била широко распрострањена до 3000. п. н. е. Коњи подврсте caballus су доместиковани, мада део доместиковане популације живи у дивљини као дивљи коњи. Те дивље популације нису истински дивљи коњи, пошто се тај термин користи за описивање коња који никад нису били доместиковани, као што су угрожени дивљи коњи Пржеваљског, засебна подврста и једини преостали истински дивљи коњ. Постоји обиман, специјализован речник који се користи за описивање концепата везаних за коње, којим се покрива све од анатомије до животних стадијума, величине, боја, ознака, раса, кретања, и понашања.
Коњска анатомија омогућава коњима да користе брзину за бежање од предатора. Они исто тако имају добро развијени осећај равнотеже и снажан „бежи или се бори” респонс. Везано за ту потребу да беже од предатора у дивљини развило се једно необично својство: коњи имају способност да спавају стојећи и лежећи. Женке коња, зване кобиле, носе своје младунце око 11 месеци, и младунци коња, звани ждребад, могу да стоје и трче непосредно након рођења. Већина доместикованих коња почиње тренинг под седлом или ремењем између друге и четврте године. Они достижу пуну зрелост у петој години, и имају животни век од 25 до 30 година.

## Особине
Коњи су типичне животиње које живе у крдима. У крду влада јасно успостављен хијерархијски ред. Код промене структуре крда, када се, на пример, крду придружи нова животиња или га напусти дотадашњи члан, поново се успоставља хијерархија. Ово се најчешћа догађа говором тела, као што је претеће понашање, али ако то није довољно, и угризима и ритањем. Редослед на хијерархијској лествици могу, осим тога, довести у питање и одрастајући младунци који током свог развоја мењају и место на тој лествици. При томе се често може видети да младунци ниже рангиране кобиле једнако тако добивају ниже рангиран положај у крду, док младунци више рангиране кобиле такође имају веће изгледе на виши положај.
У животу на слободи крдо се састоји од више кобила, међу њима је једна кобила - предводница, те њихових младунаца и један пастув - предводник. Кобила предводница води крдо на пашу и појило, а и одређује кад треба кренути и куда ићи. То је често неугледна јединка која се задржава мало по страни од крда. За разлику од ње, пастув је импозантна појава обележена траговима многих битки за водеће место у крду. Он је задужен за обрану крда од грабежљиваца и за давање својих гена следећим генерацијама крда. Код бега, кобила - предводница води крдо, а пастух трчи на зачељу крда како би терао даље заостале чланове.
По правилу, кобиле цели живот остају у истом крду, док младе ждрепце пастув протера из крда кад досегну полну зрелост. Такви ждрепци формирају своје младеначке заједнице. У тим заједницама они међусобно одмеравају снаге и вежбају, како би једног дана, изазивањем на борбу једног пастува - предводника и победом над њим, преузели његово место у крду. Понекад се неке кобиле одвоје из постојећег крда и с младим пастувом формирају ново крдо.
Као становник степе коњ је, за разлику од магараца, животиња чији је први инстинкт да опасност покуша да избегне брзим бегом.
У држању коња као домаће или радне животиње, превладавају кобиле и кастрирани коњи. Они се у већини случајева без проблема уклопе у мање-више велико постојеће крдо. Пастуви се сматрају врло неурачунљивим, пре свега због снажног нагона за парењем, а понекад и због агресивности условљене хормонима. Ако пастув нањуши кобилу која се тера, покушаће ће све да дође до ње. При том, ако ограда око пашњака или у штали није примерена, пастув се често озледи. Због тога се они углавном држе на засебним пашњацима или у одвојеним шталама.

### Генетика
Коњи имају 64 хромозома. Коњски геном је секвенциран 2007. године. Он се састоји од 2,7 милијарди ДНК базних парова, те је већи од генома паса, а мањи од људског генома или говеђег генома. Мапа коњског генома је доступна истраживачима.

## Спољашњи изглед
Спољашњи изглед коња се разликује грађом и величином тела, као и крзном и његовом бојом. Зависно од сврхе узгоја, деле се на три основна типа, хладнокрвне, топлокрвне и пунокрвне коње. У хладнокрвне се убрајају у правилу коњи чија телесна тежина прелази 800 . Те пасмине кориштене су углавном за рад у пољу, рудницима или за шумске послове. Топлокрвни су, супротно првима, типични јашући коњи јер су лакше грађе и покретљивији. Поред тога, они су добри за дресуру и прескакање препрека. Пунокрвни су пре свега спортски коњи, углавном су врло осетљиви, а у трку досежу и до 70 . Полукрвним коњима називају се мешанци топлокрвних и пунокрвних коња. Називи хладнокрвни, топлокрвни и пунокрвни не потичу од топлоте или количине крви коња, него означавају њихов темперамент. Тако су хладнокрвни коњи обично врло питоми и снажни, и с миром подносе пуно тога, док се пунокрвни генерално сматрају „лудим“, раздражљивим и ни издалека се њима не може тако једноставно управљати као са хладнокрвним.
Коњи се у ходу ослањају само на трећи, средњи ножни прст. Остали прсти су им закржљали. Очи коња су смештене пострано на глави, што им омогућује видно поље од готово пуног круга (350°). Но, оно што се догађа непосредно испред њиховог носа или страга, коњи примећују тек ако окрену главу. Коњи нису слепи за боје, али не разликују их баш добро. Не разликују смеђу од зелене и сиве, али боје као што су бела, црвена, жута и плава виде јако добро.
Имају врло покретљиве ушне шкољке и могу их окренути у било којем смеру. Окретањем према напред, коњ показује пажњу и знатижељу, но ако их окрене према натраг и приљуби уз главу, то је упозорење и показује агресивност или страх. Ако уши млитаво висе у страну то је знак да се не осећа добро или је уморан, но може бити и знак потчињавања као и опуштености. Ако су му при томе очи полузатворене, то може значити и задовољство. Уши усмерене према назад знак су нелагоде, а код јахања, пажљивости.
Ради заштите од грабежљиваца у првобитном околишу, коњи су развили различите боје. Једна од најранијих је светли тон смеђе боје. Типични представници коња те боје су норвешки фјордски коњи, које уз то одликује и уочљива тамна пруга дуж места где израста грива.

### Величина, старост, размножавање
Зависно од пасмине, домаћи коњи досежу висину у „раменима“ између 60 и 210 . Коњи висине до 146,5 cm називају се пони, а они високи до 145-148 cm су мали коњи. Тежина понија и великих коња креће се од 90  па до 1200 kg. Телесно одраслим коњ се може сматрати у добу од три до шест година, понији раније, велики коњи касније. Велики коњи могу доживети око 30 година, док понији могу живети и до 50 година. Највећа доказана старост једног великог коња је 62 године. Очекивани животни век коња увелико зависи о пасмини, условима живота и начину кориштења животиње.
Кобиле су полно зреле с 12 до 18, а ждрепци у добу између 12 и 20 месеци. Код свих коња скотност траје тачно 330 дана (11 месеци). Циклус парења почиње у пролеће, а врхунац досеже у летним месецима. Ако животиње живе у шталама и храни се интензивно, могуће је постићи скотност и зими. Кобиле су плодне само сваких 21 до 24 дана. Након скотности од око 11 месеци, кобила доноси на свет ждребе, које одмах након тога покушава да устане. Ово је код коња који живе на слободи изузетно важно, јер иначе је угрожено од звери.

### Боја
Првобитно је боја коњске длаке имала функцију камуфлаже. Данас се коњи узгајају у неколико боја. Код неких се боја ногу, гриве и репа разликује од боје остатка тела. Неки коњи имају беле мрље на лицу и ногама. За боју се може рећи да је карактеристика јединке, али не и расе, као што је то случај код других животињских врста.
Белац – коњ беле боје. Сви коњи који су беле боје рађају се као црна ждребад, са већим или мањим белим површинама по глави или ногама, а бели постају тек између 5. и 7. године. Ово наравно не важи за оне који се рађају потпуно бели са црвеним очима - у том случају ради се о албинизму.
Вранац – коњ црне боје. Ако на глави има белу линију, која може бити шира или ужа, онда је то лисасти вранац, ако одмах изнад копита има беле ноге онда је путасти, ако је пак бела боја виша кажемо да је чарапаст.
Дорат или мрков - коњ мрке, браон боје. Често се варијанте ове боје описују као „отворени“ - светлији или „затворени“ - тамнији дорат.
Зеленко - коњ „зелене боје“, боје која чини прелаз од вранца ка белцу.
Алан - коњ окер боје.

### Положај ушију
Коњ може посебно мицати ушима како би прикупио звукове, а положај ушију јасно указује на његово расположење. Уши окренуте напред значи да га нешто занима; једно ухо напред, друго назад значи да коњ није сигуран, уши уназад показују агресивност и страх.

## Доместиковање и држање

### Порекло
Дивљи коњи, облик од којег потичу данашњи домаћи коњи, су доместиковани први пут у централној Азији, вероватно око 3000 година п. н. е, а неки аутори сматрају, да је то било још пре 5 хиљада година п. н. е. Постоје различите теорије о томе, када и где је човек први пут користио коња. Задња истраживања, која се темеље на успоређивању митохондријског генома данашњих домаћих коња и фосила изумрлих врста, упућују на одговор, да се доместицирање коња одвијало на више места, независно једно од других. Битна индиција за такав закључак је ширина генетичких варијација, која је у обе тестиране групе била једнако велика. Да се доместицирање одвило само на једном месту, код домаћих коња би се могла очекивати пуно мања ширина генетичких варијација. Поред тога, тестовима је утврђено да су неке изумрле врсте ближе сродне данашњим врстама, него што су неке врсте домаћих коња међусобно сродне.
Истраживања митохондријског ДНК, спроведена 2002. показала су, да је доместиковано најмање 77 основних типова кобила у различитим подручјима земље независно једно од другог, што је битно више него код других врста домаћих животиња.

### Историја домаћих коња
Доместиковање коња донело је народима изванредне предности. Могле су се у пуно краћем времену прећи велике удаљености, што је олакшало одржавање великих царстава. Поред тога, као што је то у неким крајевима и данас обичај, коњи су се користили за исхрану, а били су и драгоцени помагачи у ратним походима. Неке нове нападачке и ратне технике постале су могуће тек уз кориштење коња.

#### Стари Оријент
Рана царства Асираца и Хетита као и Хурита у држави Митани стварана су кориштењем коња у ратовању. Око 1700 година п. н. е. у Египат упадају Хикси, номадски народ нејасног порекла. Египћани до тада нису познавали коње и били су у борби до те мере подређени, да су Хикси успели да освоје велики део Старог Египта.

#### Степе
Рани номадски народи централне Азије, из којих су касније произашли многи народи ратника-коњаника, „пронашли“ су седло и другу јахачу опрему још у трећем веку п. н. е. Касније грчки историчар Страбон извјештава о изузетном јахачком умећу Скита.

#### Средња Европа
Остаци коња доказани су у средњој Европи од старог каменог доба, и настављају се и у времену након поновног ширења шума иза задњег леденог доба. Међутим, време од кад је коњ доместикован у Европи је спорно, јер је тешко разликовати кости дивљих од кости доместификованих коња.

#### Антика
У Хомеровим еповима коњи пре свега вуку бојна кола, као што је било уобичајено у египатском Новом царству и код Асираца и Хетита. Код сахране Патрокла (Илијада 23, 163) жртвовани су коњи. У грчкој антици коњ је био симболички повезан са смрћу. Кад је јунак приказиван како кроз прозор гледа коње, предсказивана је његова смрт.
У време око 1000 година п. н. е. престају да се користе бојна кола. Коњаници на све крупније узгајаним коњима показали су се, уз све бољу вештину јахања, као бржи и окретнији, па тиме и ефикаснији од бојних кола.
Другог дана одржавања античких Олимпијских игара традиционално су била такмичења у јахању и трци колима.
Грчки историчар Ксенофонт написао је у 4. веку п. н. е. дело Peri hippikes („О умећу јахања“), где је изнео знања о коњима и јахању. Већина савета садржаних у том делу врде још и данас.
Потковице су изумели још Римљани. У Европу је стигла у 5. веку п. н. е. за време сеобе народа. Тачно порекло овог изума је непознато. Међутим, Римљани нису успели да развију коњима примерену опрему. Примерен начин за превоз терета коњском запрегом развијен је тек пуно касније.

#### Средњи век
Кориштење коња као радне животиње постало је могуће тек у средњем веку, с проналаском примерене опреме. До тада су у пољопривреди кориштени само волови. Раније уобичајена опрема је коњима код вуче већих терета пресецала довод ваздуха, па су се могли користити само за вучу лаких кола. Развој адекватне опреме омогућио је кориштење коња на пример за вучу плуга. Како коњи имају битно већи радни потенцијал од волова, то је значило револуцију у пољопривреди.
У средњем веку је коњ као јахаћа животиња била доступан готово искључиво племству. Кориштење јахача у биткама довело је до развоја слоја витезова. Из те првобитно само војно кориштене вештине јахања касније се развила класична дворска уметност јахања.
У том раздобљу се почиње снажније развијати коњогојство, јер су многи владари жељели да украсе своје дворове нарочито племенитим коњима. С друге стране, како су витезови због оклопа постајали све тежи, били су потребни и све крупнији, грубље грађени коњи.

#### Нови свет
На америчком континенту није било доместикованих коња. У Америци су, додуше, живели дивљи коњи, међутим изумрли су пре могућег доместиковања. Тек Европљани доводе у Америку домаће коње. Неки коњи су у северној Америци одбегли, и на слободи формирали крда мустанга. Тако су Индијанци први пут срели коње. Тај контакт радикално мења начин живота неких племена. Пре свега народи који су живели у прерији могли су уз помоћ брзине коња уловити више бизона, а већа покретљивост им је повећала ловишта.

## Расе домаћих коња
- Арапски пунокрвни коњ - ниједна раса коња није утицала у тој мери на узгој осталих раса колико арапски пунокрвни коњ. У модерном турнирском спорту се ретко појављује због своје висине од 145cm до 155cm. Арапски пунокрвњак се означава са axx, а полукрвњак са ax.
- Енглески пунокрвни коњ - ово је једина раса коња код које је критеријум при селекцији - резултати у тркама - остао непромењен до данас. Настали су 1650-1750 укрштањем арапског, турског и берберског коња.
- Енглески полукрвни коњ - настао је укрштањем енглеског пунокрвњака са коњима из разних земаља и крајева.
- Трекенерски коњ је источнопруски коњ. Имао је велики значај у стварању данашњег зобнатичког полукрвњака.
- Ахалтекинац - настао је пре више хиљада година (пре око 5000 година) и то је једна од најстаријих раса коња. Изванредан је за јахање, велике је издржљивости и чврстине, елегантан и племенит. То је раса коња без гриве или са веома слабо израслом гривом. Порекло му је са простора данашњег Туркменистана и налази се на грбу данашње Републике Туркменистан, на њиховој новчаници и на поштанским маркама Туркменистана. Ова раса коња је имала доста значајан утицај на настанак арапске расе коња и њихов елегантан изглед потиче од ахалтекинца.
- Хановерски коњ - води порекло из Хановера из Немачке. Висина му је 155-165cm. Боја му је најчешће кестенаста са белим ознакама, али исто тако може бити и смеђ, црн а понекад и сив. Сталожене је нарави и уопштено мирног темперамента. Хановерац је велик и импозантан коњ правилног и изражајног лица. Врат му је дугачак и мишићав, једнако као и леђа. Уопштено крупан, широк и дугачак, чврсте структуре костију и снажних ногу са донекле малим копитима. Реп је високо постављен и коњ га држи и носи високо. Користи се највише у дресурном и препонском јахању. Изврстан је такмичарски коњ. Ови коњи имају дугачак корак у ходу, енергичан кас и еластичан галоп. Изврсни су скакачи.
- Липицанер - припада групи топлокрвних коња, име је добио по селу Липице код Сежане у Словенији.
- Касач Орлов - је најстарија раса касача. Њен творац је гроф Алексеј Григоријевич Орлов.
- Француски касач
- Амерички касач - води порекло из Сједињених Америчких Држава. Висина му је 142-162cm. Боја му је риђа, дората, врана или алата. Има изврстан спортски темперамент и велику издржљивост. Изглед Америчког касача ствара општи утисак снаге, а будући да је брзина најважнија особина, прихватљиве су неке измене у екстеријеру. То је уопштено мали, мишићав коњ кратких предњих ногу, дужих задњих ногу, добро обликованих копита и обичне главе са дугим ушима. Важна је снага, па зато ова раса има широка прса, снажан гребен и добро развијен задњи део. Ово је најпознатија светска раса за трке коња, а може се видети у касачким тркама углавном. Тркачки кас или корак најважнији су начини кретања, обележени дугим, глатким покретима. Кораци нису продужени и не смеју прећи у кентер или галоп.
- Босанско-брдски коњ - погодан је за рекреационо и туристичко јахање због скромности при држању и једноставног карактера.[19]